# طویله، قبله
طویله (به ترکی آذربایجانی: Tövlə) یک منطقهٔ مسکونی در جمهوری آذربایجان است که در شهرستان قبله واقع شده‌است. طویله ۶۹۸ نفر جمعیت دارد.